# 91 (číslo)
Devadesát jedna je přirozené číslo. Následuje po číslu devadesát a předchází číslu devadesát dva. Řadová číslovka je devadesátý první nebo jednadevadesátý. Římskými číslicemi se zapisuje XCI.

## Matematika
Devadesát jedna je
- po číslu 55 druhé nejmenší číslo (kromě 1), které je zároveň trojúhelníkové i pyramidové, rovněž jde o šestiúhelníkové číslo.

- deficientní číslo.
- bezčtvercové celé číslo
- nepříznivé číslo.
- v desítkové soustavě šťastné číslo.

## Chemie
- 91 je atomové číslo protaktinia, neutronové číslo třetího nejméně běžného přírodního izotopu gadolinia a nukleonové číslo druhého nejméně běžného přírodního izotopu zirkonia.[1]

## Ostatní
- +91 je mezinárodní telefonní předvolba Indie

## Roky
- 91
- 91 př. n. l.